# Trei alune pentru Cenușăreasa
Trei alune pentru Cenușăreasa (titlul original: în cehă Tři oříšky pro Popelku, în germană Drei Haselnüsse für Aschenbrödel) este un film de basm coproducție cehoslovaco-est germană, realizat în 1973 de regizorul Václav Vorlíček în studiourile Barrandov și DEFA, după basmul omonim al scriitoarei Božena Němcová, precum și Cenușăreasa Fraților Grimm în versiunea din 1819 și este acum unul dintre cele mai renumite filme de basm. Ca film idol, este o parte integrantă a programului de Crăciun al televiziunilor publice din Europa, de ani de zile.
Rolurile principale au fost interpretate de Libuše Šafránková ca Cenușăreasa și Pavel Trávníček în rolul Prințului. 
A fost filmat în regiunea Klatovy, în pădurile din jurul Javorná lângă Čachrov, lângă castelul cu apă Švihov, în Studioul Barrandov și în Germania de Est (în Studioul Babelsberg și lângă castelul Moritzburg în apropiere de Dresda).

## Conținut
Mama vitregă a Cenușăresei și tot satul sunt într-o frenezie pregătindu-se de sosirea regelui și a reginei, care se vor opri aici în drum spre castelul lor din apropiere. Cenușăreasa își asumă vina pentru accidentul unui băiat de la bucătărie, determinând-o pe mama ei vitregă să se supere pe ea, precum și pe răposatul ei tată. Cenușăreasa este pedepsită să separe lintea și cenușa amestecate într-o găleată. În timp ce face acest lucru, prietenii ei, un stol de porumbei albi, vin să separe amestecul pentru ea. Scăpată astfel de pedeapsa ei, Cenușăreasa se duce în grajd la calul ei alb, pe care îl călărea în pădure împreună cu tatăl ei, când trăia, în timp ce vânau cu arbalete. Un sătean strigă că familia regală se apropie și toată lumea se adună să-i întâmpine, cu excepția Cenușăresei, căreia îi este interzisă participarea, deoarece mama sa vitregă vrea să-și prezinte propria fiică, mai puțin atractivă, Dora, deoarece prințul trebuie să se căsătorească în curând.
Cenușăreasa se folosește de această distragere pentru a fugi cu calul ei, pentru a-și vizita bufnița de companie și pentru a se bucura de pădure în timpul iernii. Călătoria ei este întreruptă atunci când se întâlnește cu prințul și însoțitorii săi, Vítek și Kamil, vânând în pădure. Ei zăresc o căprioară care se zbate prin zăpadă, dar tragerea cu arbaleta a prințului este dejucată de un bulgăre de zăpadă aruncat de Cenușăreasa în fața acestuia. Ei o urmăresc și în cele din urmă o prind, râzând de ea ca de un copil imprudent. Ea scapă și se urcă pe calul prințului, Dapples. Ei o urmăresc îngrijorați deoarece Dapples are reputația de a fi de necontrolat. Spre surprinderea lor, ea îl călărește foarte ușor înainte de a se urca pe propriul ei cal și de a-l trimite pe Dapples înapoi la prinț.
Mama vitregă se folosește de vizita regală pentru a cere regelui o invitație la bal, care i-o oferă fără tragere de inimă, din politețe. În drum spre castel, li se alătură prințul și cei doi însoțitori ai săi. Regele, enervat de iresponsabilitatea tinerească a fiului său, îi spune reginei că prințul trebuie să se căsătorească cât mai repede.
Mama vitregă îl trimite pe Vincek, servitorul ei, în oraș pentru a cumpăra tot ce trebuie pentru a coase rochii noi pentru ea și Dora. Pe drum, el o vede pe Cenușăreasa forțată să spele rufele într-un pârâu înghețat. Fiindu-i milă de ea, dar fără a putea s-o ajute cu ceva, el promite că-i va aduce un cadou din orice îl va lovi pe nas. După ce a auzit planurile tatălui său de a-l forța să se logodească la bal, prințul se întoarce în pădure. Îl vede pe Vincek adormit în sania lui, caii trăgându-l acasă. Folosindu-și arbaleta, el trage răutăcios într-un cuib de pasăre dintr-o ramură de copac, care cade pe fața lui Vincek. Vincek găsește o crenguță cu trei alune în cuib și decide că acesta va fi cadoul Cenușăresei. Cenușăresei îi place cadoul, deși mama ei vitregă râde, spunând că este „potrivit pentru o veveriță”.
Mama vitregă și Dora își dau seama că au uitat să-și cumpere bijuterii noi și merg în oraș să le aleagă ele însăși. Mama vitregă o pedepsește din nou pe Cenușăreasa pentru impertinență, forțând-o să separe boabele de porumb de linte. Încă o dată, porumbeii vin s-o ajute pe Cenușăreasa. Apoi ea își vizitează bufnița, dorindu-și să aibă aceeași libertate de a veni și de a pleca când vrea. Își dorește să fi avut ceva ca să se deghizeze pentru a se aventura afară. O alună cade de pe crenguță, se deschide magic și apare o ținută completă de vânător în cameră. Îmbrăcată cu acest costum, Cenușăreasa merge în pădure, unde dă din nou peste prinț însoțit de o mulțime de vânători. Vânătorul-șef le arată tuturor un inel mare, cu bijuterii, pe care regele îl promite primului vânător care va doborî în aer o pasăre de pradă. Vânătorii, inclusiv prințul, încearcă dar nu pot face acest lucru. Cenușăreasa doboară o pasăre, apoi trage în săgeata din mâna prințului. El este impresionat de „tânărul vânător” și pune inelul pe mâna înmănușată a Cenușăresei. El îi cere să tragă într-un con de pin din vârful unui copac. Ea face acest lucru, apoi se furișează departe în timp ce el se minunează de priceperea ei. Urmărind-o, o găsește sus într-un copac, îmbrăcată în propriile ei haine, refuzând să spună unde s-a dus „tânărul vânător”.
Mama vitregă și fiica ei Dora se duc la balul de la castel. Vizitându-și bufnița, Cenușăreasa își dorește să poată merge și ea, apoi se întreabă dacă ar face rost de o altă ținută. O a doua alună se deschide și apare o rochie de bal superbă, iar calul ei este înșeuat în mod misterios cu o șa ornamentată. Mergând la castel, se îndreaptă spre sala unde are loc balul, iar toți întorc capetele după ea, pe tot parcursul drumului. Ea își ascunde fața cu un voal, îl salută pe prinț, care s-a săturat să fie urmărit de fetele și femeile de la bal. El o consideră pe străina cu voal misterioasă și fermecătoare. Regele și regina sunt uimiți de comportamentul ei blând. Ea refuză să accepte propunerea de căsătorie a prințului, fiind de acord numai dacă el poate rezolva o ghicitoare, care face referire la întâlnirile lor anterioare. El nu își dă seama care este răspunsul. Ea fuge, iar prințul o urmărește până în satul ei. Sătenii își bat joc de străinul chipeș care caută o prințesă frumoasă printre săteni, apoi își dau seama pe cine caută acesta. El le cere femeilor să probeze papucul pe care Cenușăreasa l-a pierdut când a fugit. Mama vitregă și Dora se întorc. Văzându-l aici pe prinț, ele plănuiesc să-l prindă în capcană, legând-o pe Cenușăreasa și furându-i hainele. Când îi cere ca Dora deghizată în hainele Cenușăresei să încerce papucul, mama vitregă îl smulge din mâinile lui și amândouă fug cu o sanie. Prințul le urmărește până când sania cade într-un mic iaz. Văzând că de fapt fata este Dora, ia papucul și se întoarce în sat.
Cenușăreasa își vizitează din nou bufnița. Ea este extaziată să constate că ultima alună i-a oferit o rochie de mireasă. O îmbracă, se urcă pe calul ei, surprinzând pe toți din sat și pe prinț. Papucul i se potrivește perfect și ea vrea să-i dea înapoi inelul de vânătoare regelui, dar el i-l pune înapoi pe deget. Ea îi spune din nou ghicitoarea și prințul își amintește de întâlnirile sale cu alter ego-urile ei. O cere în căsătorie pe Cenușăreasa, care acceptă fără cuvinte, în timp ce satul se bucură pentru ea.

## Distribuție
- Libuše Šafránková – Popelka (Cenușăreasa)/Aschenbrödel
- Pavel Trávníček – Prințul
- Carola Braunbock – Mama vitregă
- Rolf Hoppe – Regele
- Karin Lesch – Regina
- Daniela Hlaváčová – Dora, fiica mamei vitrege
- Vladimír Menšík – Vincek
- Jan Libíček – Preceptor (învățatorul Prințului)
- Vítězslav Jandák – Kamil, aghiotant al Prințului
- Jaroslav Drbohlav – Vítek, aghiotant al Prințului
- Míla Myslíková – Menajera mamei vitrege
- Jiří Růžička – băiat gras de la bucătărie
- Helena Růžičková – Prințesa Droběna (îmbrăcată în roșu la bal)

Filmul a fost lansat într-o versiune cehă și una germană. Distribuția a fost formată din actori cehi și germani care vorbeau fiecare limbile lor materne. În versiunile respective, acestea au fost dublate în cehă sau germană.
Jana Preissová a fost aleasă inițial pentru rolul principal, dar nu a putut să-l accepte din cauza sarcinii. În schimb, a fost angajată Libuše Šafránková.

## Coloana sonoră
Muzica de film a compozitorului Karel Svoboda, interpretată de Orchestra Simfonică din Praga, a devenit de asemenea, celebră, la fel ca filmul.
În versiunea germană, coloana sonoră este instrumentală în întregime, în timp ce originalul ceh conține contribuții vocale ale lui Karel Gott.
- Kdepak ty ptácku hnízdo más (Unde este cuibul tau, mică pasăre), muzica: Karel Svoboda, text de Jirí Staidl, interpretată de Karel Gott
- Melodie beze slov (Melodie fără cuvinte), muzica: Karel Svoboda, interpretată de Jitka Molavcová

## Trivia
Filmul se bazează pe basmul Trei alune pentru Cenușăreasa de Božena Němcová. Acesta se bazează la rândul său pe basmul fraților Grimm, Cenușăreasa. Trei alune de pădure sunt integrate ca un motiv a trei dorințe, care a fost larg răspândit în mai mult de 400 de variante cunoscute ale acestui basm pe mai multe continente, încă din cele mai vechi timpuri.

## Premii
- Filmul a câștigat mai multe premii la nivel mondial, inclusiv Pescărelul de Aur (în cehă Zlatého ledňáčka), RSC.
- A fost votat ca cel mai bun film de basm al secolului XX din Republica Cehă.

## Refacere
Filmul a fost refăcut în 2021 de regizoarea norvegiană Cecilie A. Mosli, ca Tre nøtter til Askepott, cu Astrid S ca Cenușăreasa (Askepott).